# Kutha
Kutha (ou Cutha) est une ancienne ville de la Babylonie, dont les ruines se trouvent sur l'actuel site de Tell Ibrahim, à une trentaine de kilomètres au nord-est de Babylone.
La ville de Kutha est attestée dans les textes de la fin du IIIe millénaire av. J.-C., dans une inscription de Naram-Sîn d'Akkad (v. 2254-2218 av. J.-C.) et des tablettes administratives de l'époque d'Ur III (v. 2112-2004 av. J.-C.) indiquant que cette ville abritait le siège d'un gouverneur. Elle est peu attestée au millénaire suivant, et semble prendre plus d'importance au Ier millénaire av. J.-C., figurant régulièrement dans les récits des campagnes militaires des rois assyriens en Babylonie entre le IXe siècle av. J.-C. et le VIIe siècle av. J.-C. Elle reste une cité importante sous les souverains Perses Achéménides, et est encore mentionnée à l'époque des Séleucides (IIIe siècle av. J.-C.).
Kutha est surtout évoquée dans les textes en sa qualité de cité tutélaire du dieu mésopotamien des Enfers, Nergal. On y trouve son grand temple, l'E-meslam, ce qui signifie en sumérien « Maison, guerrier des Enfers » (é-mes-lam ou é-mèš-lam), qui bénéficie régulièrement des faveurs des souverains.